# Christina Ochoa
Christina Ochoa   (Barcelona, 25 de gener de 1985)Christina Ochoa (nascuda Cristina López Ochoa; Barcelona, 25 de gener de 1985) és una actriu espanyola, divulgadora científica i escriptora. És coneguda, sobretot, per ser l'actriu protagonista de les sèries Blood Drive i Valor.

## Biografia
Ochoa és reneboda Severo Ochoa Premi Nobel de Medicina o Fisiologia l'any 1959, i la filla del reconegut escultor espanyol Víctor Ochoa. Ha passat la seva vida, envoltada pels membres de la comunitat científica i artística.

## Filmografia selecta
| Any       | Títol                      | Paper             | Notes                                        |
| --------- | -------------------------- | ----------------- | -------------------------------------------- |
| 2009      | Contáct@me                 | Gabriela          |                                              |
| 2011      | I Hate My Teenage Daughter | Dominique         | Episodi: ""Adolescent De Família De La Nit"" |
| 2012      | Modern Family              | Infermera         | Episodi: "Bebé a bordo"                      |
| 2014      | Matador                    | Karen Morales     |                                              |
| 2014      | Chaotic Awesome            | Ella mateixa      | Web de la sèrie; co-escriptor i corresponsal |
| 2016-2019 | Animal Kingdom             | Renn Randall      | Recurrent paper (temporada 1-4), 20 episodis |
| 2017      | Blood Drive                | Gràcia D''Argento | Paper principal                              |
| 2017-2018 | Valor                      | CW3 Nora Madani   | Paper principal                              |
| 2018-2019 | A Million Little Things    | Ashley Morales    | Paper principal (Temporada 1), 13 episodis   |

## Teatre i cinema
Ochoa va començar a treballar en teatre i televisió. Entre d'altres, va participar en I Hate My Teenage Daughter, Modern Family, i a Espanya, a La que se avecina, així com a diverses pel·lícules, incloent-hi Cats Dancing on Jupiter.
És la fundadora i propietària de QE Produccions, responsable curtmetratge Queda amb Mi, de l'any 2011, que va guanyar diversos premis en festivals de cinema, tant en l'àmbit internacional i com als Estats Units.
L'any 2014, Ochoa va interpretar a Karen Morales a la sèrie Matador de Robert Rodríguez. Ha interpretat el personatge de Renn al drama Animal Kingdom des de l'any 2016 fins a l'any 2018.
L'any 2017 es va convertir en l'actriu principal de la sèrie Blood Drive de NBC Universal i SyFy. El 20 de febrer de 2018, Ochoa va interpretar a Ashley Morales a la sèries de ficció A Million Little Things de la cadena ABC. Ochoa va abandonar la sèrie després d'una temporada i 13 episodis el 31 de gener de 2019.

## Literatura
Ochoa ha escrit articles per a diverses publicacions. La seva primera publicació va aparèixer en la revista Vogue Espanya. De manera regular publica articles de difusió a H, en els que se centra en la descripció de perfils de personalitats i ressenyes de llibres. També publica una columna cinematogràfica mensual a El Imparcial.

## Difusió científica
Ochoa és l'amfitriona del podcast educatiu Know Brainer, i ha estat l'amfitriona i ponent principal de diversos congressos científics i programes com el col·legi de preparació del programa de MESA, Bitesize TV Chaotic Awesome, i NERD ALERTA d'Els Joves Turcs.
Forma part de la Comissió de Los Angeles per a la Ciència per a la Societat, que promou la ciència i la cultura científica en la societat, i que patrocina la Fira de la Ciència i l'Enginyeria d'Intel (ISEF). Va exercir de comentarista per a la ISEF del 2017.
Va continuar amb els estudis de biologia marins avançats a la Universitat James Cook, a Austràlia, on es va dedicar a l'estudi dels elasmobranquis, una subclasse que inclou taurons i rajades.